# Метаногены
Метаногены — это археи, которые образуют метан как побочный продукт метаболизма в бескислородных условиях. Широко распространены в заболоченных территориях, где образуют метан (болотный газ), и в кишечниках жвачных млекопитающих и человека, и отвечают за метеоризм. В глубинах океанов биосинтез метана археями обычно пространственно располагается в местах выхода сульфатов. Некоторые являются экстремофилами и обитают в горячих источниках и на больших глубинах, а также на скалах и на глубине многих километров в земной коре.
Метанобразующие археи играли важную роль в архейском эоне. Своей жизнедеятельностью образовывали парниковый газ - метан, который преобладал в атмосфере архейского эона для сохранения тепла от Солнца на Земле.

## Физиология, экология
Их метаболизм встречается при температуре от 0 до 70 ° С, некоторые способны функционировать даже при 90 ° С, при более высоких температурах гибнут. По мере повышения температуры метаболическая эффективность увеличивается. Метаногенная бактериальная среда должна иметь анаэробный, нейтральный или слабощелочной рН и содержать не менее 50 % воды. Вот почему они чаще всего встречаются в: болотах, рисовых культурах, навозе, жидком навозе или в пищеварительной системе жвачных животных. Ингибитором метаногенных бактерий являются: органические кислоты, кислород и дезинфицирующие средства. Они также живут в: кишечнике позвоночных и пищеварительной системе термитов.
Некоторые из них, так называемые гидротрофы, используют водород в качестве источника энергии (восстанавливающий агент) и углекислый газ как источник углерода. Часть углекислоты реагирует с водородом, производя метан и создавая протонный градиент через мембрану, который используется для синтеза АТФ. В отличие от них, растения и водоросли используют как восстанавливающий агент воду. Другие метаногены используют ацетат (CH3 COO−) в качестве источника углерода и источник энергии. Этот тип метаболизма называется «ацетотрофным», где ацетат разрушается, производя углекислый газ и метан. Другие метаногены могут использовать метилированные соединения, например метиламины , метанол и метантиол.
Метаногены играют жизненно важную экологическую роль в анаэробных окружениях, удаляя дополнительный водород и продукты анаэробного метаболизма, которые производят другие формы микроорганизмов. Метаногены обычно активно растут в средах, где все другие акцепторы электрона (кислород, нитраты, сульфаты и трехвалентное железо) истощены.
Способностью образовывать метан обладают около 50 видов из 17 родов, все из которых относятся к археям отдела Euryarchaeota. Традиционно их рассматривают как группу метанобразующих бактерий, однако, филогенетически она весьма неоднородна. Выделено четыре класса включающие 6 порядков: Methanobacteria (Methanobacteriales), Methanococci (Methanococcales), Methanopyri (Methanopyrales) и Methanomicrobiales c 3 порядками (Methanomicrobiales, Methanosarcinales и Methanocellales). Methanopyrales является филогенетически самым древним, в то время как Methanosarcinales самым молодым. Порядок Methanocellales, обнаруженный в 2008 году, связан с археями Methanocella paludicola и Methanocella arvoryzae, найденными в почве рисовых полей. Они занимаются автотрофным метаногенезом. Methanoplasmatales, которые относятся к Thermoplasmatales были предложены в литературе как седьмой порядок, но затем переименованы в Methanomassiliicoccales.

## Очистка сточных вод
Метаногены широко используются в анаэробных реакторах для очистки сточных вод, а также водных органических загрязнителей. Промышленность выбрала метаногены за их способность выполнять биометанирование во время разложения сточных вод, что делает процесс устойчивым и экономически эффективным.
Биоразложение в анаэробном реакторе включает в себя четырехступенчатое совместное действие, выполняемое различными микроорганизмами. Первая стадия - гидролиз нерастворимого полимеризованного органического вещества анаэробами, такими как Streptococcus и Enterobacterium. На втором этапе ацидогены расщепляют растворенные органические загрязнители в сточных водах до жирных кислот. На третьей стадии ацетогены превращают жирные кислоты в ацетаты. На последнем этапе метаногены метаболизируют ацетаты до газообразного метана. Побочный продукт метан покидает водный слой и служит источником энергии для обработки сточных вод в варочном котле, создавая тем самым самоподдерживающийся механизм.
Метаногены также эффективно снижают концентрацию органических веществ в стоках. Например, сельскохозяйственные сточные воды, богатые органическими веществами, являются основной причиной деградации водных экосистем. Химический дисбаланс может привести к серьезным последствиям, таким как эвтрофикация. Благодаря анаэробному сбраживанию, очистка сточных вод может предотвратить неожиданное цветение в водных системах, а также задержать метаногенез в варочных котлах. Это выделяет биометан для производства энергии и предотвращает выброс в атмосферу мощного парникового газа, метана.
Органические компоненты сточных вод сильно различаются. Химические структуры органического вещества выбирают для конкретных метаногенов для проведения анаэробного сбраживания. Примером является то, что представители рода Methanosaeta доминируют в переваривании сточных вод завода по производству пальмового масла (palm oil mill effluent (POME)) и отходов пивоваренного завода. Модернизация систем очистки сточных вод с целью включения большего разнообразия микроорганизмов для уменьшения содержания органических веществ в процессе очистки активно исследуется в области микробиологической и химической инженерии.  Современные новые поколения поэтапных многофазных анаэробных реакторов и реакторных систем с восходящим потоком ила разработаны с учетом инновационных функций для противодействия высоконагруженным стокам сточных вод, экстремальным температурам и возможным ингибирующим соединениям.

## Представители
- Methanobacterium bryantii
- Methanobacterium formicum
- Methanobrevibacter arboriphilicus
- Methanobrevibacter gottschalkii
- Methanobrevibacter ruminantium
- Methanobrevibacter smithii
- Methanocalculus chunghsingensis
- Methanococcoides burtonii
- Methanococcus aeolicus
- Methanococcus deltae
- Methanococcus jannaschii
- Methanococcus maripaludis
- Methanococcus vannielii
- Methanocorpusculum labreanum
- Methanoculleus bourgensis (Methanogenium olentangyi & Methanogenium bourgense)
- Methanoculleus marisnigri
- Methanofollis liminatans
- Methanogenium cariaci
- Methanogenium frigidum
- Methanogenium organophilum
- Methanogenium wolfei
- Methanomicrobium mobile
- Methanopyrus kandleri
- Methanoregula boonei
- Methanosaeta concilii
- Methanosaeta thermophila
- Methanosarcina acetivorans
- Methanosarcina barkeri
- Methanosarcina mazei
- Methanosphaera stadtmanae

- Methanospirillium hungatei
- Methanothermobacter defluvii (Methanobacterium defluvii)
- Methanothermobacter thermautotrophicus (Methanobacterium thermoautotrophicum)
- Methanothermobacter thermoflexus (Methanobacterium thermoflexum)
- Methanothermobacter wolfei (Methanobacterium wolfei)
- Methanothrix sochngenii